# Wilhelm van Nes
Wilhelm van Nes (* 26. September 1900 in Freiburg im Breisgau; † 13. Mai 1979 in Waldkirch) war ein deutscher Flugzeugkonstrukteur.

## Leben

### Bis 1945
Wilhelm van Nes war das Kind eines deutschen Vaters und einer österreichischen Mutter. In seiner Geburtsstadt besuchte er ein Humanistisches Gymnasium und wurde 1918 kurz vor Ende des Ersten Weltkrieges zum Militärdienst eingezogen. Nach seiner Entlassung im gleichen Jahr absolvierte er bis Juli 1921 an der Albert-Ludwigs-Universität Freiburg ein Studium der Naturwissenschaften sowie im Anschluss an der Technischen Hochschule in Stuttgart ein Maschinenbaustudium. Nebenbei beteiligte er sich in der Rhön an den ersten Segelflug-Aktivitäten. Nach seinem Abschluss im Jahr 1924 erhielt er bei den Heinkel-Werken in Warnemünde eine Anstellung als Gruppenführer im Statischen Büro. Im Sommer des folgenden Jahres erwarb er ein kleines, einsitziges Stahlwerk Mark-Flugzeug, brachte sich damit selbst das Fliegen bei und legte die Flugzeugführerprüfung ab. 1926 erschien sein Buch „Das Leichtflugzeug als Sport- und Verkehrsmittel“. Im selben Jahr schied er bei Heinkel aus und gründete im Juni zusammen mit dem Österreicher Johann Guritzer in Salzburg ein Unternehmen für Rundflüge und Flugschulung. Dazu entwickelte er die drei Anderthalbdeckerkonstruktionen A I, A II und A III, die er auch selbst einflog. Ein erlittener Flugunfall van Nes’ zog eine verletzungsbedingte zweijährige Pause nach sich; zusätzlich musste die Firma 1928 aufgrund finanzieller Schwierigkeiten aufgegeben werden. Van Nes trat anschließend in die Albatros Flugzeugwerke in Berlin-Johannisthal ein und arbeitete dort neben Walter Blume als Entwurfsingenieur, beendete aber nach der zwangsweisen Zusammenlegung des Unternehmens mit Focke-Wulf seine Tätigkeit. Neben seiner Arbeit bei Albatros hatte van Nes ab 1929 für die Linzer Flugzeugbaufirma von Erich Meindl mehrere Entwürfe erarbeitet, unter anderem die Bugradkonstruktion A XV, die nach dem Anschluss Österreichs von 1939 bis 1940 als Wn 16 bei den Wiener Neustädter Flugzeugwerken gebaut wurde. 1935 übernahm van Nes bei den Arado Flugzeugwerken im Zuge einer innerbetrieblichen Umorganisation die Leitung des Entwurfsbüros. Zusammen mit Walter Blume, der 1932 zu Arado gewechselt war und seit 1935 der Betriebsleitung vorstand, sowie dem 1936 aufgrund von Meinungsverschiedenheiten von Heinkel hinzugekommenen Rüdiger Kosin, zuständig für Aerodynamik, schuf er in den folgenden Jahren bis 1945 nahezu alle bekannten Konstruktionen des Unternehmens, darunter so wegweisende wie das Reiseflugzeug Ar 79, den Zerstörer Ar 240, den ersten Kampfzonentransporter der Welt, Ar 232, sowie das erste strahlgetriebene Bomben- und Aufklärungsflugzeug Ar 234. Nach Aussage Kosins entwickelten dieser und van Nes allein bis 1943 etwa 80 Projekte und Prototypen. Van Nes selber arbeitete während seiner Tätigkeit bei Arado über 60 Patente aus.

### Nach Kriegsende
Im Jahr 1949 nach einem mehrjährigen Aufenthalt aus England zurückgekehrt, projektierte van Nes zusammen mit seinem früheren Geschäftspartner Erich Meindl auf Anfrage aus Indien mehrere, allerdings nicht realisierte, ein- und zweimotorige Schulflugzeuge, von denen lediglich die M 22 später von Meindl zur M 222 Flamingo weiterentwickelt und gebaut wurde. Auf Anfrage seines früheren Arado-Vorgesetzten Walter Blume trat van Nes in dessen Duisburger Ingenieursbüro ein; unter seiner Leitung entstand 1957 das an die Ar 79 angelehnte Reiseflugzeug Blume Bl 500 sowie weitere Projekte, die aber allesamt erfolglos blieben. Ab Mitte der 1960er Jahre arbeitete van Nes bei Bölkow in Ottobrunn, anschließend führte er für Erich Meindl für dessen geplante Geschäftsreiseflugzeuge Rücker-Meindl R 701 und R 702 die aerodynamischen und Statikberechnungen durch. Van Nes’ letztes Projekt vor seinem Tod umfasste den Entwurf eines Entenflugzeuges.

## Werke
- Das Leichtflugzeug als Sport- und Verkehrsmittel. Union Deutsche Verlagsgesellschaft, Stuttgart/Berlin/Leipzig, 1926.